# Jane Foster
Jane Foster è un personaggio dei fumetti, creato da Stan Lee, Larry Lieber (testi) e Jack Kirby (disegni), pubblicato dalla Marvel Comics. La sua prima apparizione avviene in Journey into Mystery (vol. 1) n. 84 (settembre 1962).
Infermiera impiegata presso lo studio medico dell'alter ego umano di Thor, il Dr. Donald Blake, Jane è stata l'amore terreno dell'eroe. Inizialmente dipinta come l'archetipo della damigella in pericolo, il personaggio ha subito una notevole evoluzione nel corso della sua vita editoriale, fino a diventare medico a sua volta e vestire i panni della Potente Thor dopo che l'originale perde la capacità di sollevare Mjolnir.

## Biografia del personaggio

### Primi anni
Nativa di New York, ancora molto giovane Jane Foster diventa un'infermiera e viene ingaggiata dal Dr. Donald Blake, che rimane colpito dal suo profondo spirito umanitario. La ragazza si trova ben presto coinvolta anche nelle avventure di Thor e, ignorando che lui e Blake siano in realtà la stessa persona, s'innamora presto di entrambi, dando origine a un bizzarro "triangolo d'amore" che si protrae fino al momento in cui l'eroe le rivela la sua vera identità portandola con sé ad Asgard dove è tramutata in una dea da Odino in persona al fine di sottoporla a una serie di prove per stabilire se fosse degna di suo figlio; nel momento in cui, tuttavia, fallisce l'ultima prova, viene privata dei poteri e rispedita sulla Terra senza alcun ricordo di Thor, Blake e Asgard. All'incirca in questo periodo conosce e si innamora del Dr. Keith Kincaid.
Tempo dopo Jane viene manipolata da un'entità chiamata "Paura" e spinta quasi al suicidio; preoccupato per lei, Thor fa ritorno sulla Terra assieme alla sua nuova fidanzata, nonché amica d'infanzia, Lady Sif, la quale, notando i sentimenti che il "Dio del Tuono" prova ancora per Jane, decide di salvarle la vita unendo la sua forza vitale alla propria, così da poter capire il motivo per cui Thor sia tanto attratto dai mortali. Il legame tra Sif e Jane viene tuttavia spezzato quando, poco dopo, l'infermiera viene imprigionata in una dimensione parallela da cui, comunque, Sif e Thor riescono a salvarla ricongiungendola con Keith, che diventa suo marito.

### Medico
Successivamente, Jane frequenta una facoltà di medicina e diviene una dottoressa raggiungendo, in breve, una posizione di autorità e rispetto presso tutti gli specialisti del settore medico di New York. La sua nuova posizione la porta inconsapevolmente ad incontrare il nuovo ospite mortale di Thor, il paramedico Jake Olson, testimoniando in un'indagine di polizia contro di lui per furto di sostanze stupefacenti.
Tenuta in grande considerazione anche dalla comunità supereroistica per le sue grandi competenze mediche, lo stesso Jack Monroe la contatta per chiederle aiuto quando i suoi poteri iniziano a degenerarne i tessuti, ed è proprio Jane a scoprire che il siero del super-soldato lo sta uccidendo.
Durante la guerra civile dei superumani, Jane si schiera con Capitan America unendosi ai Vendicatori Segreti e prestando assistenza medica agli eroi non-registrati, tra i quali l'Uomo Ragno, cui salva la vita dopo un violento attacco delle unità caccia-maschere.

### Ritorno
Diverso tempo dopo Jane divorzia da suo marito Keith perdendo la custodia di loro figlio Jimmy; successivamente viene a sapere che Blake è tornato sulla Terra e lo ritrova come medico in una struttura di New York alla ricerca dell'umana in cui si è reincarnato lo spirito di Lady Sif. Convincendosi che la guerriera asgardiana sia rinata nel corpo di Jane, Blake decide di non dire nulla a Thor tentando invece di riallacciare il suo vecchio rapporto con la dottoressa. Comprendendo però che Sif è in realtà intrappolata nel corpo di Rose Chambers, una sua anziana paziente malata terminale di cancro, Jane avverte Thor permettendogli così di ripristinare l'asgardiana.
In seguito, quando Thor ristabilisce Asgard a Broxton, Oklahoma, Jane vi si trasferisce aprendo una struttura medica insieme a Blake.

### Il cancro e la Potente Thor
Nel momento in cui le viene diagnosticato un cancro al seno, Jane, non volendo alcun favoreggiamento rispetto al resto degli umani, rifiuta di farselo curare attraverso i trattamenti magici offertile da Thor, sottoponendosi invece a una serie di dolorose chemioterapie che la rendono irriconoscibile e non portano alcun risultato.
Contemporaneamente Thor perde la capacità di sollevare Mjolnir e Jane se ne impossessa per combattere Malekith, Dario Agger (Minotauro) e l'Uomo Assorbente, divenendo la Potente Thor e tenendo tutti all'oscuro della sua vera identità, incluso il suo predecessore, che tuttavia la accetta come sua degna sostituta, accorrendo in suo soccorso con un gruppo di divinità femminili quando Odino, non volendo che qualcun altro oltre al figlio usi Mjolnir, le manda contro il Distruttore.

## Poteri e abilità
Jane è un comune essere umano privo di superpoteri, tuttavia dispone di una intelligenza estremamente elevata ed è considerata una dei maggiori esperti in campo medico della Terra, capace di operare sia su normali umani che su superumani di ogni sorta.
È inoltre una dei pochi esseri degni di sollevare e brandire Mjolnir ottenendo da esso poteri soprannaturali che, anzitutto, la rendono simile a un'asgardiana: forza, agilità, velocità, riflessi e resistenza le aumentano a livelli sovrumani poiché la sua pelle e le sue ossa divengono all'incirca tre volte più dense di quelle di una persona comune; inoltre, e soprattutto, riceve tutte le abilità di Thor quali: il volo, il teletrasporto dimensionale, l'emissione d'energia elettrica e la manipolazione degli agenti atmosferici. Nonostante l'utilizzo di tali poteri sembri peggiorare le sue condizioni di salute, Jane risulta molto più abile del suo predecessore nel servirsi dell'artefatto, tanto da far ipotizzare a quest'ultimo che Mjolnir la ritenga "più degna" di quanto non fosse mai stato lui.

## Altre versioni

### 1985
Nell'universo Marvel 1985, Jane Foster è l'infermiera di turno nella stanza d'ospedale di Jerry Goodman quando si sveglia dal coma; una volta rimessosi, l'uomo le chiede un appuntamento ed ella accetta.

### Thor: Il Possente Vendicatore
Nella miniserie fuori continuity Thor: Il Possente Vendicatore, che rinarra le origini del personaggio, Jane è la giovane e neo-promossa responsabile del reparto di antichità nordiche del Bergen War Memorial Museum in Bergen, Oklahoma, che si imbatte in Thor nel momento in cui questi recupera il suo martello dall'interno di un'urna esposta in una teca del museo. Dopo aver scoperto la sua identità, Jane accoglie il dio esiliato all'interno del suo appartamento e inizia una relazione con lui vivendo, nel contempo, molteplici avventure al suo fianco.

### Ultimate
Nell'universo Ultimate Jane Foster è un'infermiera di San Francisco tra le poche persone convinte che Thor sia veramente una divinità come dice di essere. Col proseguire della storia lei e Thor vanno a convivere.

### What If?
Il personaggio è stato reinventato in due scenari della serie fuori continuity What If?:
- Nel primo, che immagina cosa sarebbe successo se fosse stata Jane Foster a trovare Mjolnir al posto di Donald Blake, essa diviene la supereroina Thordis e salva perfino Asgard da Ragnarǫk venendo poi costretta da Odino a cedere il martello a Blake per poter liberare il figlio dalla sua prigionia mortale. In seguito tuttavia, lei e il ripristinato Thor si innamorano e convolano a nozze, motivo per il quale Odino le conferisce lo status di dea[33].
- Nel secondo, che immagina cosa sarebbe successo se Thor non avesse accettato il giudizio del padre in merito al fallimento della prova per l'ascensione alla deità di Jane, il "Dio del Tuono" dichiara guerra a Odino e ad Asgard guidandovi in battaglia i Vendicatori e provocando la morte di molti di essi e di Loki, nonché la distruzione di buona parte del regno. Comprendendo che ciò è il mero risultato del suo egoismo, Thor si auto impone l'esilio[34].

## Altri media

### Marvel Cinematic Universe

Jane Foster interpretata da Natalie Portman in Thor (2011)

Nel franchise del Marvel Cinematic Universe (MCU), Jane Foster è interpretata da Natalie Portman, sebbene Elsa Pataky le abbia fatto da controfigura nelle scene di bacio con suo marito Chris Hemsworth (Thor). In tale versione, invece che un'infermiera o un medico, Jane è una brillante astrofisica.
- In Thor (2011) Thor conosce Jane durante il suo esilio imparando, attraverso lei, ad amare la Terra (Miðgarðr) e i suoi abitanti; tuttavia è costretto a separarsene quando distrugge il Bifrǫst per ostacolare i piani di Loki.
- In The Avengers (2012) compare brevemente in una foto su un ologramma mentre Phil Coulson parla di lei con Thor.
- In Thor: The Dark World (2013) Jane e Thor si ricongiungono e la donna lo aiuta a fermare i piani di distruzione orditi da Malekith e gli Elfi Oscuri, i due si alleano con Loki che durante l'avventura diventerà più buono.
- In Thor: Ragnarok (2017), non appare, ma mentre Thor e Loki cercano Odino a New York, si scopre che Jane e Thor si sono lasciati.
- Non compare in Avengers: Infinity War (2018), ma è confermato che è tra le vittime dello schiocco di Thanos.[39]
- In Avengers: Endgame (2019), Thor e Rocket viaggiano nel passato per tornare ad Asgard e recuperare la Gemma della Realtà (sotto forma di Aether) dal corpo di Jane, senza che questa si accorga di loro. Dopo che Hulk schiocca le dita, la sua controparte del presente torna in vita.
- Jane Foster compare anche nella prima serie animata dell'MCU What If...? (2021).
- In Thor: Love and Thunder (2022), Jane si scopre essere malata di cancro al seno. Per cercare di guarire entra in possesso di un ricostruito Mjolnir e diventa la Potente Thor (Mighty Thor), ottenendo i poteri del Dio del Tuono. Jane aiuta Thor e i suoi alleati a combattere e sconfiggere Gorr il Macellatore di Dei, ma infine soccombe alla sua malattia, morendo tra le braccia dell'amato Dio del Tuono. In seguito viene accolta da Heimdall nel Valhalla.

### Televisione
- Jane Foster è la principale coprimaria del segmento dedicato a Thor di The Marvel Super Heroes.
- Nella serie animata Avengers - I più potenti eroi della Terra, Jane Foster è un personaggio ricorrente e, anziché un'infermiera, è una paramedica.
- Jane Foster compare, nei panni di Thor, nella serie animata Avengers Assemble.

### Videogiochi
- Jane Foster compare in LEGO Marvel Super Heroes.
- In LEGO Marvel's Avengers compare il personaggio nei panni di nuova Thor.
- Jane, come Thor, è un personaggio giocabile in Marvel: Sfida dei campioni e Marvel Future Fight.
- Jane, nei panni della Potente Thor, è un personaggio giocabile nel videogioco dedicato ai Vendicatori Marvel's Avengers.